# Aide aux anciens combattants nationaux-socialistes

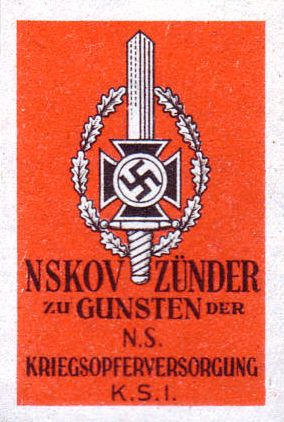
Affiche du NSKOV

L'Aide aux anciens combattants nationaux-socialistes (Nationalsozialistische Kriegsopferversorgung, NSKOV) était un organisme allemand d’aide sociale aux anciens combattants allemand grièvement blessés pendant la Première Guerre mondiale. Créé en 1934, il est affilié au parti nazi.
Après la défaite de l'Allemagne nazie pendant la Seconde Guerre mondiale, le gouvernement militaire américain a promulgué une loi spéciale interdisant le parti nazi et toutes ses branches. Connu sous le nom de loi numéro cinq, ce décret de dénazification a dissout le NSKOV, comme toutes les organisations liées au parti nazi. Les organisations d'aide sociale ont dû être rétablies lors de la reconstruction de l'Allemagne de l'Ouest et de l'Est après la guerre.